# Megafauna

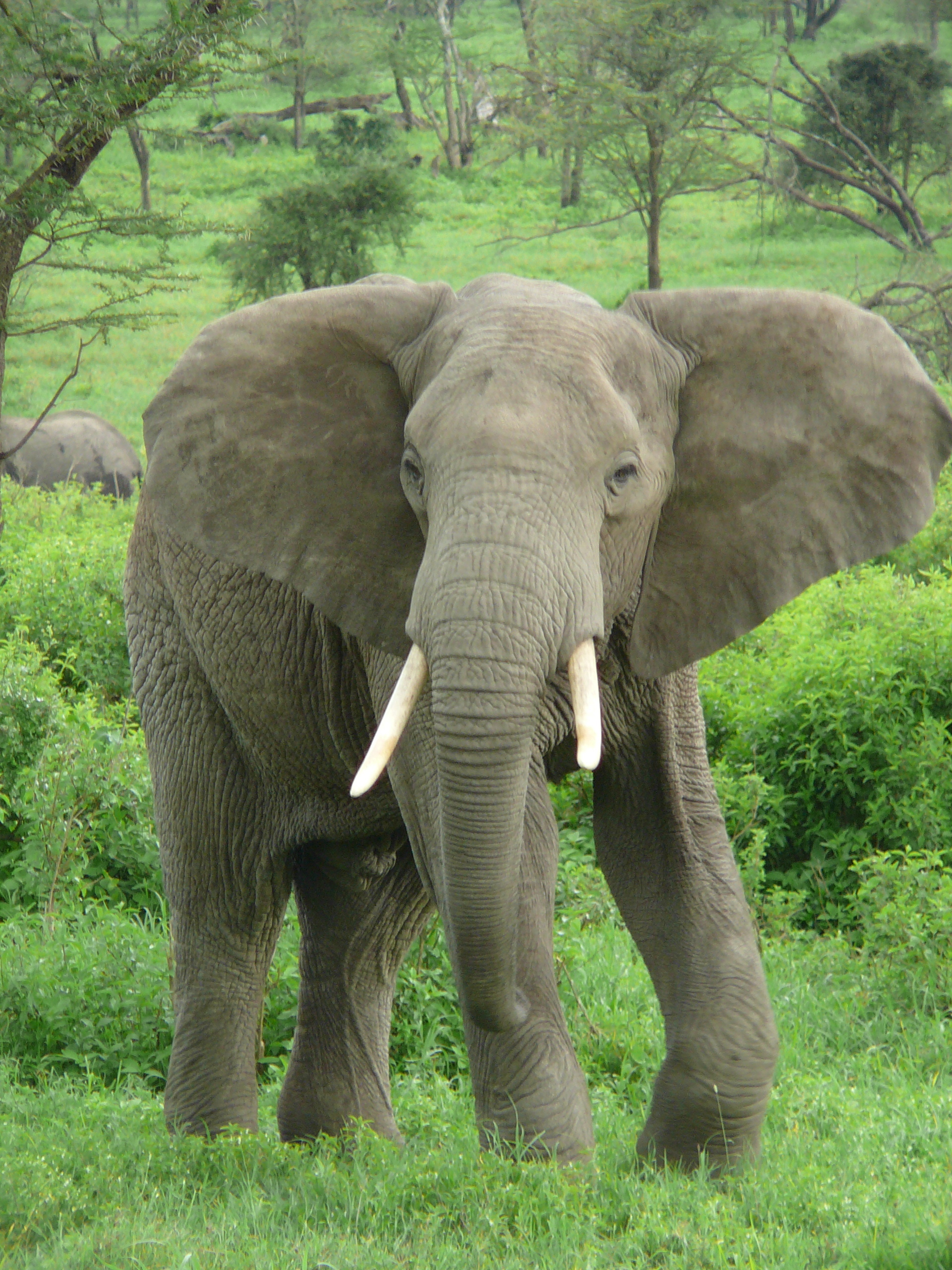
Loxodonta africana, il più grande animale terrestre vivente della Terra

Megafauna (dal greco antico megas, "grande" + fauna) è un termine collettivo per descrivere gli animali di grandi dimensioni, esistenti o esistiti. In genere, per "megafauna" si intende un animale dal peso superiore alle 100 lb, spesso arrotondato nel sistema metrico a 40-45 kg.
L'utilizzo più comune si riscontra negli animali terrestri, che nelle scritture accademiche e popolari, si descrivono come più grandi degli altri o di un essere umano e non addomesticati e più comunemente per gli animali più grandi esistenti sulla terra, come elefanti, giraffe, ippopotami, rinoceronti, alci, ecc.
Il termine è particolarmente associato anche alla fauna del Pleistocene (v. Megafauna del Pleistocene), in particolar modo ai giganti degli animali terrestri vissuti nell'era glaciale, i Mammuthus.
Altri usi comuni, sono quelli per i giganti delle specie acquatiche, come le balene, i più grandi animali terrestri domestici, come i bovini, e per i dinosauri.

## Megafauna carismatica
Con "megafauna carismatica" si riferisce ai grandi animali che suscitano all'uomo un particolare sentimento di curiosità e simpatia. Ad esempio, il panda gigante, il lupo rosso, la balenottera azzurra e il koala.
La fauna carismatica spesso è oggetto di campagne di opinione pubblica che suscitano accesi dibattiti. Ad esempio, suscitando interesse sulle condizioni del panda gigante, il movimento ambientalista riesce a proteggere indirettamente anche tutto l'ecosistema che da esso dipende; l'allocco maculato americano divenne la specie carismatica attorno a cui fu incentrata la battaglia per la protezione delle old-growth forest nelle regioni dell'Oceano Pacifico statunitense e canadese, che negli Stati Uniti condusse all'Endagered Species Act.
La rivista The Economist denota come la megafauna carismatica sia particolarmente soggetta ad inflazione tassonomica, in quanto è possibile che un tassonomo possa "preferir dichiarare" una nuova specie piuttosto che una sottospecie, visti i vantaggi che essa potrà avere per la difesa di una specie unica.
Altro motivo per la classificazione di nuove specie che possano andar a far parte della megafauna carismatica, è l'ecoturismo, che vista la volontà del pubblico di interessarsi alle specie uniche, può portare ad un aumento del turismo ed al valore di un territorio.

## Esempi di megafauna
I seguenti sono alcuni principali esempi degli animali più "grossi" considerati come megafauna, suddivisi per ordine tassonomico della classificazione scientifica a partire dalla classe tassonomica di appartenenza.

### Mammalia

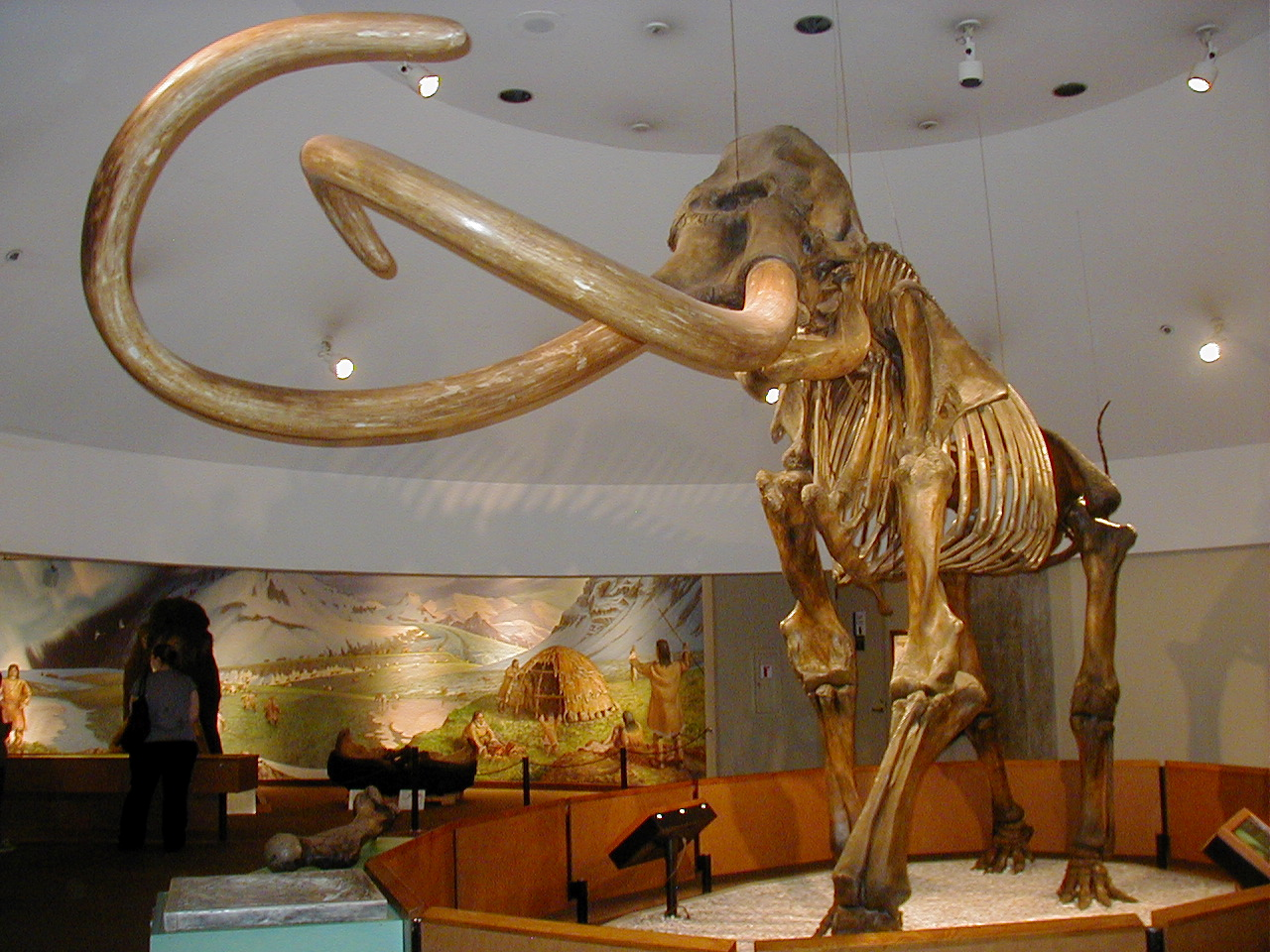
Scheletro di Mammuthus

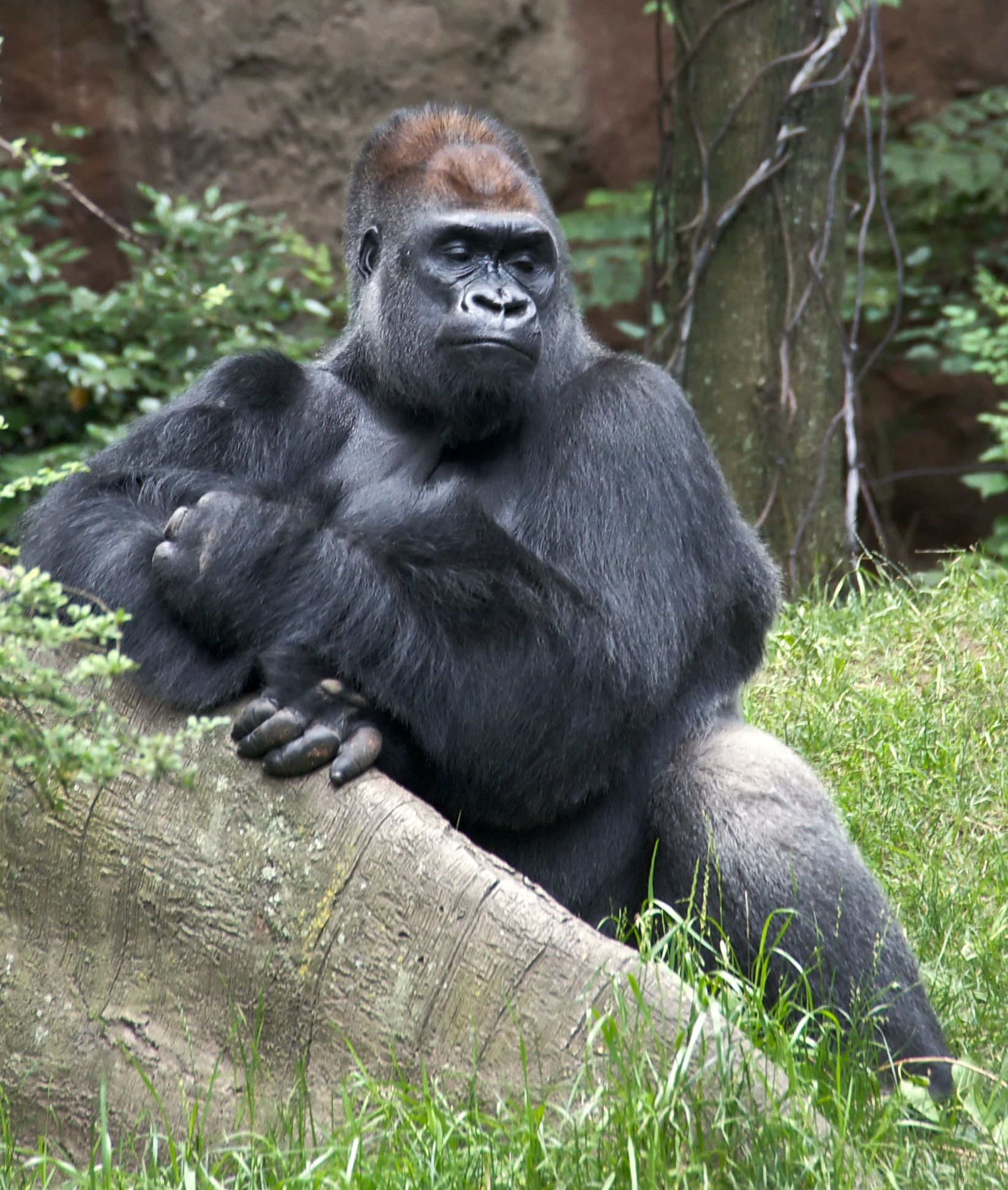
Esemplare Gorilla gorilla

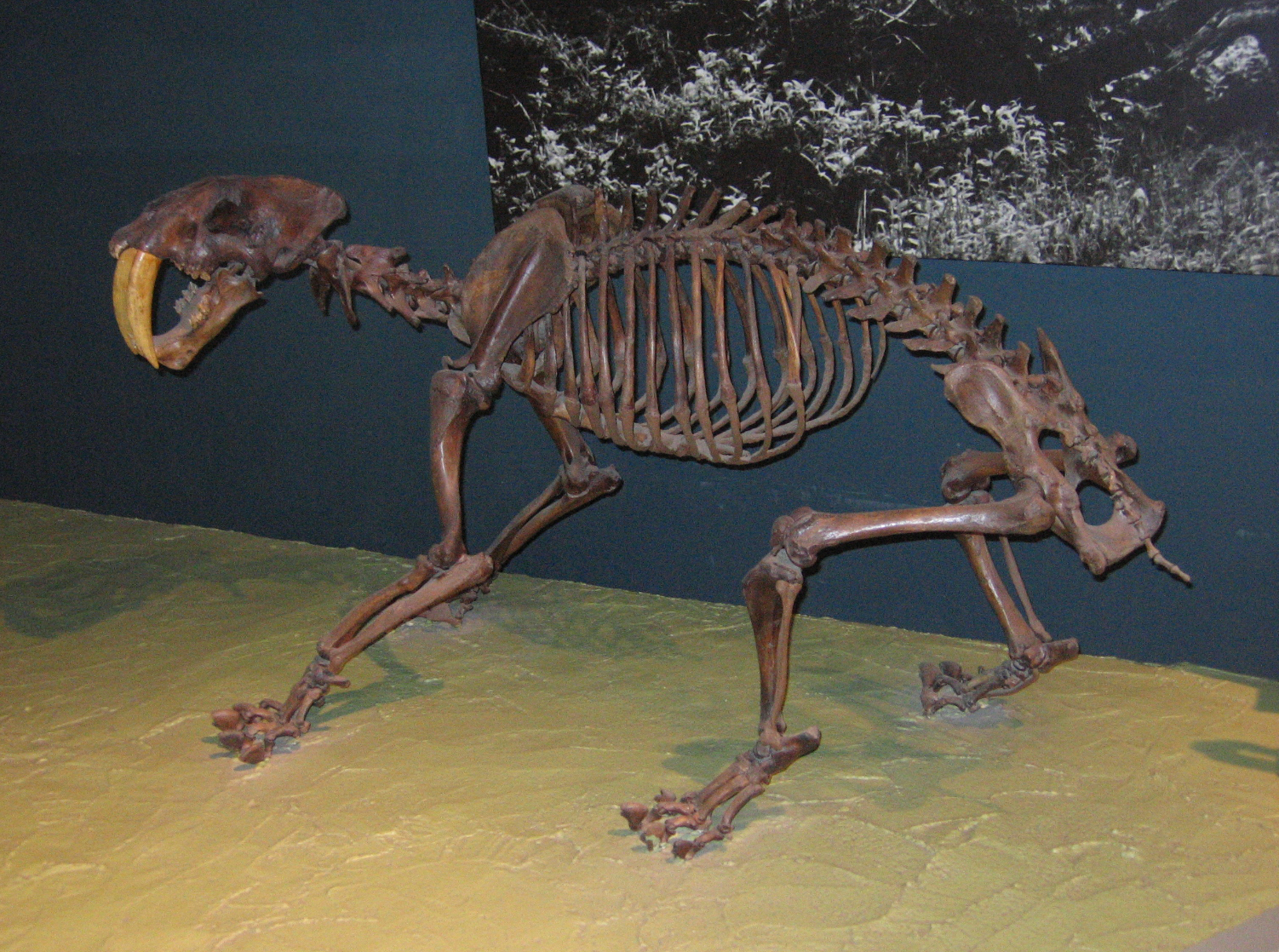
Scheletro di Smilodon

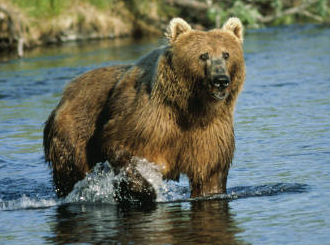
Orso Kodiak

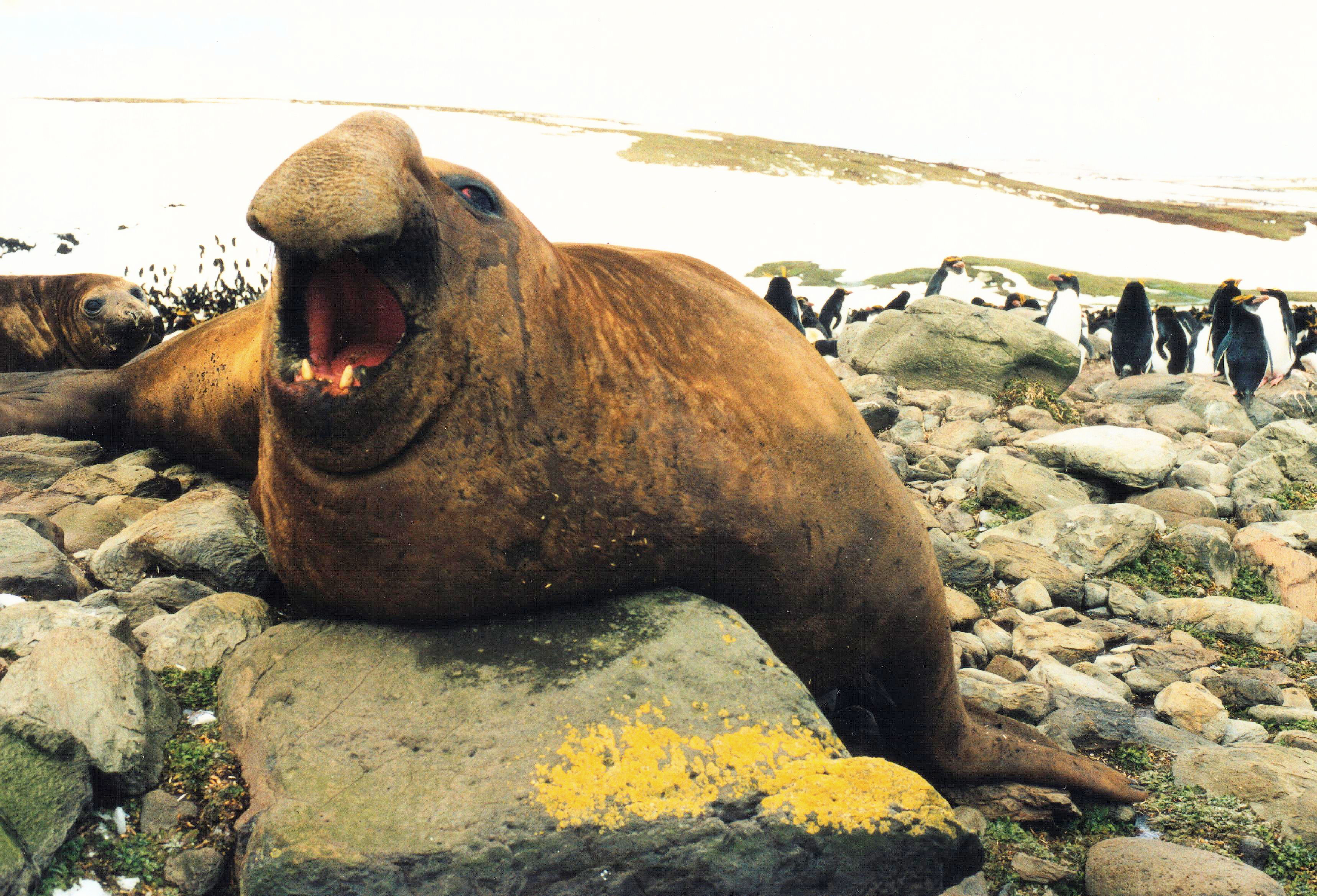
Elefante marino del Sud

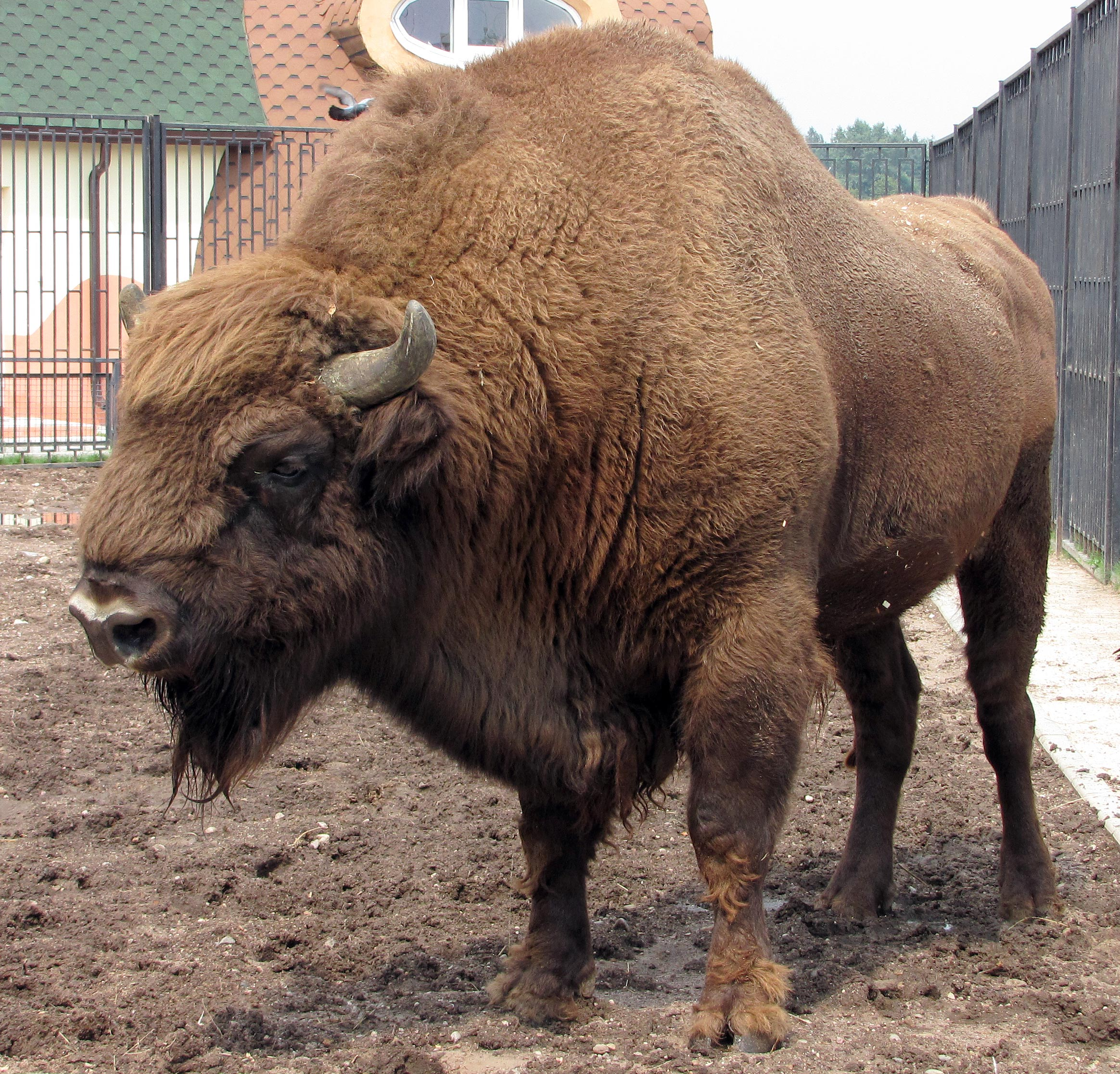
Bison bonasus

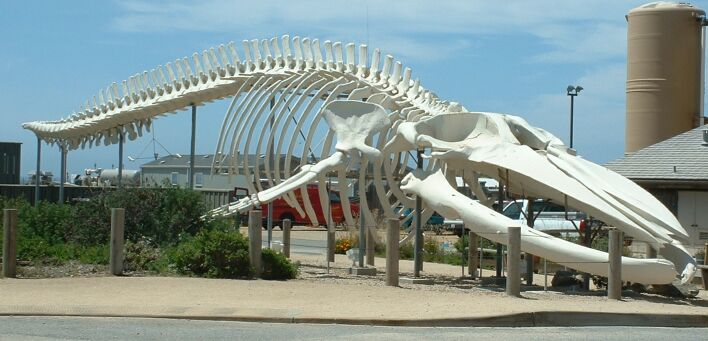
Scheletro di balenottera azzurra

I mammiferi sono una classe di vertebrati appartenente al phylum dei Cordati, a diffusione cosmopolita.
- Diprotodontia, ordine dei marsupiali caratteristico del solo territorio australiano:
  - Il canguro rosso (Macropus rufus) è il più grande mammifero marsupiale australiano vivente, con un peso che può raggiungere gli 85 kg;
  - Tuttavia, il suo parente estinto, il canguro procoptodonte (Procoptodon) era alto fino a tre metri e pesava circa 230 kg;
  - Il leone marsupiale (Thylacoleo), è stato il marsupiale carnivoro più grande che sia mai esistito, pesava fino a 160 kg;
  - Mentre il primato per il marsupiale più grande di tutti i tempi spetta al diprotodonte (Diprotodon) oggi estinto, ha vissuto nel Pleistocene e pesava circa 2.750 kg;
- Proboscidea, l'ordine dei proboscidati che comprende tutte le specie di elefanti, gli animali viventi più grandi della terraferma:
  - L'elefante africano (Loxodonta africana), mediamente, i maschi misurano 6-6,5 metri di lunghezza, circa 3,2-3,7 metri di altezza al garrese e il peso si aggira sui 3800–5100 kg;
  - I Mammuthus (Mammuthus), grossi proboscidati che vissero nel Pliocene. La specie più grande conosciuta, il Mammuthus sungari (Cina e Mongolia), raggiungeva l'altezza di 5 metri al garrese, e probabilmente pesavano circa 6-8 tonnellate;
  - Il mastodonte (Mammut) proboscidato primitivo nel Pliocene e nel Pleistocene, principalmente nella parte orientale del Nordamerica, simile al Mammuthus ma leggermente più piccolo con un'altezza intorno ai 3 metri.
  - Altri proboscidati giganti furono Deinotherium, dalle curiose zanne mandibolari rivolte verso il basso, ed Elephas recki, vissuto in Africa.
- Sirenia, i Sirenii sono un ordine di mammiferi acquatici erbivori:
  - il lamantino dei Caraibi (Trichechus manatus), è l'esemplare vivente, appartenente a quest'ordine, più grande, con una lunghezza di circa 3 metri e il peso tra 400 e 600 kg, ma sono stati osservati esemplari pesanti fino a 1500 kg;
  - Tuttavia, il suo parente estinto (1767), la ritina o vacca di mare di Steller (Hydrodamalis gigas), era lungo dagli 8 ai 9 metri ed un peso approssimativo di 8-10 tonnellate.
- Dasypodidae, i Dasipodidi sono una famiglia di mammiferi xenartri noti con il nome comune di armadilli:
  - I Glittodontidi (Glyptodontidae), armadilli preistorici di grandi dimensioni e pesantemente corazzati, originari del Sud America e dell'America del Nord, estinti alla fine del Pleistocene. Altri animali molto simili agli armadilli furono i pampateridi.
  - Ad oggi, il più grande armadillo rimasto è l'armadillo gigante che può raggiungere i 120 cm di lunghezza corporea ai quali vanno aggiunti i 50 cm della coda.
- Pilosa, i Pelosi sono un ordine di mammiferi, i cui rappresentanti attuali sono i bradipi e i formichieri:
  - I megateriidi, vissuti tra il Miocene e il Pleistocene, suddivisi in vari generi, tra cui il megaterio (Megatherium) e l'eremoterio (Eremotherium), questi animali assomigliavano vagamente a degli orsi ma erano grandi come elefanti. Altri animali affini erano il megalonice (Megalonyx), il milodonte (Mylodon) e il glossoterio (Glossotherium).
- Primates, i Primati costituiscono un ordine di mammiferi Euteri comprendenti i lemuri, le scimmie e l'uomo moderno.
  - I gorilla sono le scimmie antropomorfe viventi più grandi, in natura possono raggiungere il peso di 225 kg;
  - L'Archaeoindris fontoynonti è una specie estinta di Palaeopropithecinae (lemuri), ed è stata la più grande proscimmia mai esistita; un altro lemure gigantesco fu il genere Megaladapis.
  - Mentre il primato per il primate più grande di sempre, spetta all'estinto gigantopiteco (Gigantopithecus), basandosi sui reperti trovati (denti di 2,5 cm di lato), si può pensare che arrivassero a misurare fino a 3 metri di altezza e fino a 500 kg di peso.
- Rodentia, i roditori sono l'ordine di mammiferi più numeroso in termini di numero di specie ascritte:
  - Il capibara (Hydrochoeris hydrochaeris) è il roditore di maggiori dimensioni attualmente esistente, tra i 105 e i 135 cm di lunghezza e un peso massimo di 70 kg;
  - Il capibara gigante (Neochoerus pinckneyi), antenato dell'attuale capibara, vissuto nel Pliocene, aveva dimensioni doppie rispetto all'attuale vivente; un altro animale affine era Protohydrochoerus.
  - Molto più grande era il foberomio (Phoberomys pattersoni) gigantesco roditore fossile, vissuto nel Miocene superiore (circa 8 milioni di anni fa) era lungo tre metri (più un altro metro e mezzo di coda) e pesante circa 700 chilogrammi;
  - Ma il primato di roditore più grande spetta a Josephoartigasia monesi, vissuto nel Pliocene aveva una lunghezza di circa 3 metri per un'altezza di circa 1 metro e mezzo e pesava circa una tonnellata.
- Carnivora, i carnivori sono un ordine di mammiferi euteri:
  - Tra i felini, in particolare quelli appartenenti al genere Panthera, sono il leone (Panthera leo) e la tigre (Panthera tigris) i più grandi, in particolar modo la seconda che nella sottospecie (Panthera tigris altaica) tigre siberiana, può arrivare fino ai 300 kg;
  - Mentre tra gli esemplari ormai estinti, spiccavano per le loro maggiori dimensioni: la tigre di Ngandong (Panthera tigris soloensis), il leone americano (Panthera leo atrox) e lo Smilodon populator (Smilodon) genere delle tigri dai denti a sciabola, che arrivava ad una lunghezza di 3 metri per un peso massimo di 500 kg[7];
  - Gli Ursidi (Ursidae) comunemente noti come orsi, grossi mammiferi terrestri, che trovano le maggiori dimensioni nelle specie nell'orso polare (Ursus maritimus) e nell'orso kodiak (Ursus arctos middendorffi) che possono raggiungere anche i 1000 kg. L'orso gigante dal muso corto (Arctodus simus), è stato il più grande mammifero carnivoro terrestre del tardo Pleistocene, raggiungendo 1.136 kg;
  - I Pinnipedi (Pinnipedia), mammiferi semi-acquatici che comprendono le foche, i leoni marini e i trichechi. L'elefante marino del sud (Mirounga leonina) che vive nei territori antartici e subantartici è il più grande di tutti, i maschi raggiungono una lunghezza massima di 6–7 m ed un peso che può superare le 4 tonnellate.
  - Altri carnivori estinti di dimensioni gigantesche, non strettamente imparentati con quelli attuali, erano Barbourofelis dalle lunghe zanne e il "cane - orso" Amphicyon giganteus. Affini ai veri carnivori erano i creodonti, tra i quali l'enorme Megistotherium.
- Perissodactyla, i Perissodattili costituiscono un ordine di mammiferi euteri al quale appartengono il cavallo e le forme affini, i rinoceronti e i tapiri:
  - I tapiri, (Tapirus) in particolar modo la specie asiatica tapiro della Malesia (Tapirus indicus) può raggiungere una lunghezza di 240 cm ed un peso di 410 kg con un'altezza di 120 cm; il più grante tapiro estinto fu Megatapirus, del Pleistocene della Cina.
  - I rinoceronti sono mammiferi omeotermi, si suddividono in cinque specie (due africane e tre asiatiche), dal più piccolo il rinoceronte di Sumatra (Dicerorhinus sumatrensis) fino ad arrivare al rinoceronte bianco (Ceratotherium simum) ed al  rinoceronte indiano (Rhinoceros unicornis) che vanta un'altezza di oltre 2 metri, una lunghezza di quasi 4 metri ed un peso record di circa 3500 kg. Il più grande rinoceronte estinto fu Paraceratherium che fu anche il più grande mammifero terrestre mai esistito; di enormi dimensioni fu anche l'unicorno gigante (Elasmotherium sibiricum).
- Artiodactyla, gli Artiodattili (imparentati, secondo recenti studi cladistici, con i Cetartiodactyla Cetacei):
  - La giraffa (Giraffa camelopardalis) è un mammifero africano, il più alto tra tutte le specie di animali terrestri viventi, può superare i 5 metri di altezza e la tonnellata di peso.
  - I Bovini (Bovinae), nella quale spiccano i bisonti (Bison) con i loro 3,40 metri di lunghezza e circa 2 metri di altezza al garrese per un peso di quasi 1000 kg. Degni di nota sono anche gli indiani gaur (Bos gaurus) che possono arrivare ad una lunghezza di 3,60 metri, un'altezza al garrese di 2,20 metri ed un peso tra i 1000 e i 1500 kg. Tra le forme estinte, da ricordare Syncerus antiquus, affine all'attuale bufalo cafro.
  - L'ippopotamo (Hippopotamus amphibius) è un grosso mammifero erbivoro africano, ha una lunghezza testa-corpo da 3,30 a 3,75 m ed è alto al garrese 1,50 m; il peso va da 1,4 a 3 tonnellate. L'estinto Hippopotamus gorgops era ancora più grande.
- Cetacea, (o Cetartiodactyla), i Cetacei sono un ordine mammiferi euplacentati, completamente adattatisi alla vita acquatica, comprende circa 85 specie, tra le più grandi del pianeta:
  - Nel sottordine degli Odontoceti, (muniti di denti), appartengono i delfini alla quale famiglia appartiene l'orca (Orcinus orca) con una lunghezza variabile tra i 5 e i 9 metri ed un peso massimo di 10000 kg. Ma il più rappresentativo per dimensione, nonché essere vivente dentato più grande della terra è il capodoglio (Physeter macrocephalus) con i suoi 18 m di lunghezza e le 52 tonnellate di peso.
  - Nel sottordine degli Mysticeti, chiamati più comunemente balene, troviamo i Balenidi (Balaenidae) di dimensioni simili al capodoglio 18 metri e il peso a 100 tonnellate, le più piccole Megattere (Megaptera novaeangliae) dalla lunghezza di circa 15 metri ed un peso massimo di 30000 kg, fino al più grande mammifero vivente, nonché l'animale più grande sulla Terra, la balenottera (Balaenoptera musculus) che può superare i 30 metri e pesare più di 150 tonnellate.
  - Tra i cetacei estinti, nell'antico ordine degli archeoceti è da menzionare Basilosaurus, lungo oltre 20 metri.

### Aves

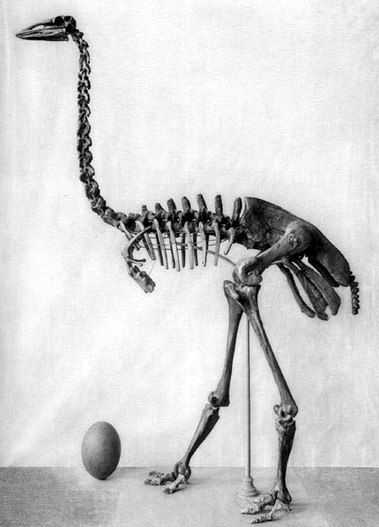
Scheletro di epiornite con uovo fossile da 39x33cm

Gli uccelli, sono una classe di vertebrati che si trovano in quasi tutti gli ecosistemi, dall'Artide all'Antartide.
- Struthioniformes, ordine degli Struzioniformi, uccelli senza l'abilità del volo:
  - Lo struzzo (Struthio camelus), l'uccello vivente più grande della terra ed incapace di volare viste le sue dimensioni che possono arrivare ad un'altezza (testa-zampe) pari a 2,75 metri per un peso di circa 150 kg;
  - Tra gli estinti è esistito il moa (Dinornis), un genere fossile di grandi uccelli non volatori della Nuova Zelanda, con dimensioni variabili da 1,5 m fino a 3 m di altezza, potendo raggiungere anche i 300 kg di peso;
  - Ma il primato per l'uccello più grande di sempre spetta probabilmente al epiornite (Aepyornis maximus), detto anche uccello gigante del Madagascar, estintosi nel XVII secolo, poteva superare i 3 metri di altezza e i 450 kg di peso.
- Anseriformes, ordine degli Anseriformi, uccelli non di grandi dimensioni ma che in passato potevano raggiungere maggiori grandezze:
  - Come i dromornitidi (Dromornithidae), noti esclusivamente allo stato fossile, vissuti in Australia tra l'Oligocene e il Pleistocene avevano un'altezza compresa tra un metro e mezzo e tre metri e potevano sfiorare i 500 kg di peso.
  - Tra gli uccelli fossili, si ricordano anche l'antichissimo Gargantuavis del Cretaceo francese, il grande uccello terricolo erbivoro Gastornis e i sudamericani Brontornis e i forusracidi.

Tra gli uccelli in grado di volare il più grosso volatile conosciuto è Pelagornis sandersi, con una apertura alare stimata di circa 7 metri, che doveva permettergli di compiere ampi voli planati e vissuto tra 1 25 e 28 milioni di anni fa. I suoi resti fossili sono stati scoperti in sedimenti oligocenicinella Carolina del Sud.

### Reptilia

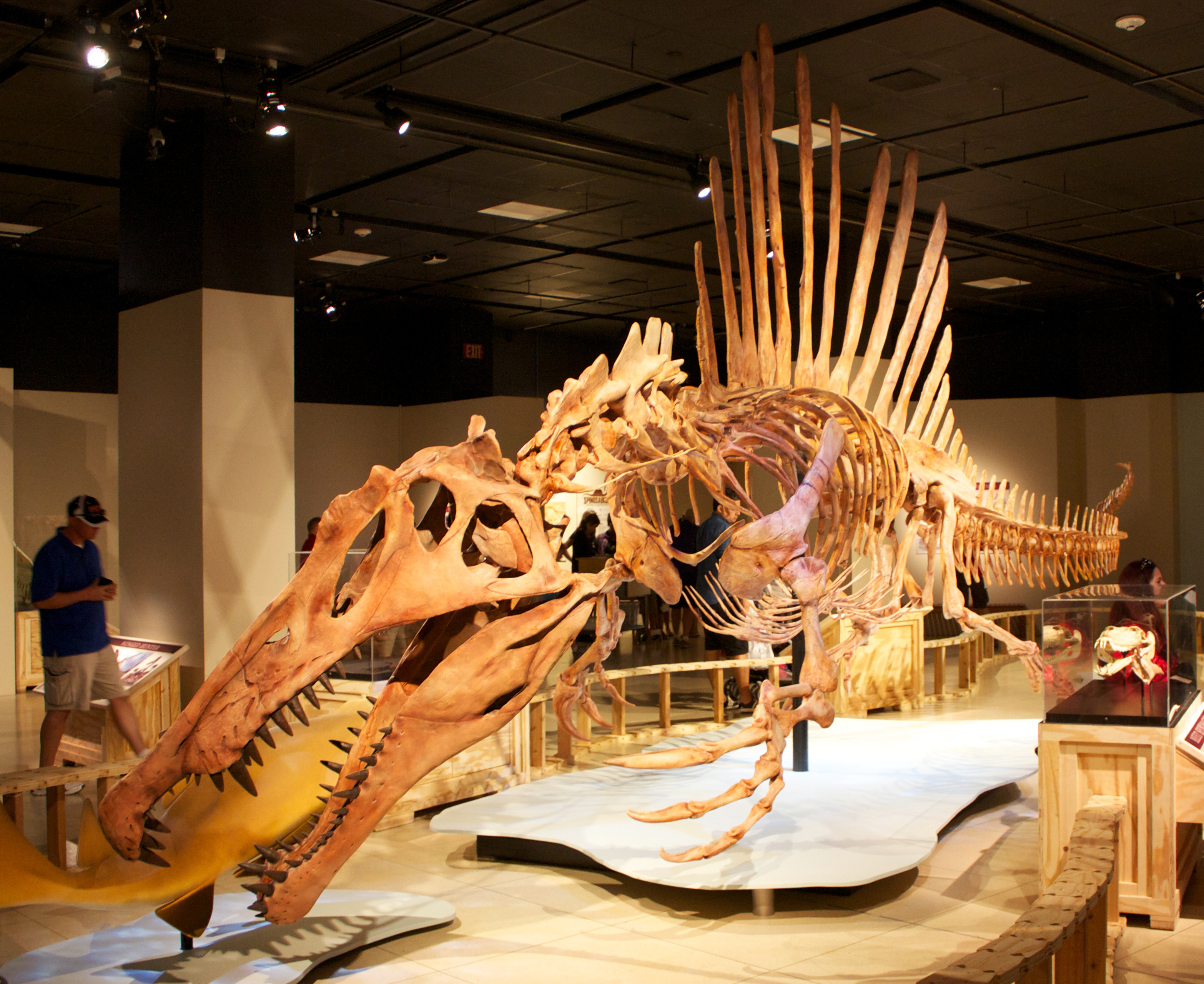
Scheletro di Spinosauro

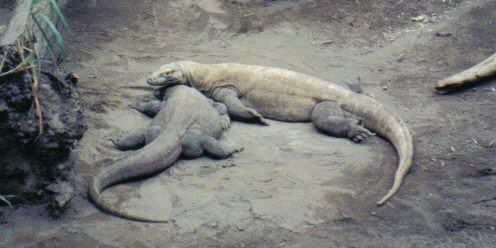
Draghi di Komodo

I rettili (Reptilia, dal latino reptilis, "strisciante") rappresentarono il primo gruppo di vertebrati adattati ad un ambiente strettamente terrestre. (Secondo recenti studi cladistici i rettili e gli uccelli andrebbero riclassificati come i Sauropsida sauropsidi, attualmente è però utilizzato solo come sinonimo):
- Crocodylia, ordine dei coccodrilli, è composto da Rettili Diapsidi:
  - Alligatori e coccodrilli sono grandi rettili semiacquatici, il più grande vivente è sicuramenti il coccodrillo marino (Crocodylus porosus) con una lunghezza massima di 7 metri ed un peso di 1.360 kg;
  - Nel Cretaceo vi era Deinosuchus hatcheri: recenti studi sull'enorme rettile preistorico hanno stimato la sua grandezza media in 12 metri di lunghezza per un peso di 10 tonnellate. Le proporzioni indicano che il deinosuco era più grande del coccodrillo marino, il più grande rettile oggi vivente; ciò ne fa uno dei più grandi coccodrilli mai esistiti, insieme a Sarcosuchus, Gryposuchus, Mourasuchus, Euthecodon e Purussaurus.
- Squamata, ordine degli 'squamati, il più grande esistente attualmente, che include le lucertole e i serpenti:
  - Il varano di Komodo o drago di Komodo (Varanus komodoensis), caratteristico esempio di gigantismo insulare è il più grande sauro vivente, misura mediamente 2,5–3 m di lunghezza e arriva a pesare anche 100–135 kg. L'esemplare più grande conosciuto misurava 3,13 m di lunghezza e pesava quasi 166 kg[10];
  - Nel Pleistocene viveva il goanna gigante (Varanus priscus), che dopo studi sui non molti ritrovamenti ossei, si è ipotizzato potesse raggiungere lunghezze di 7 metri ed un peso di quasi 1.400 kg.
  - Per quanto riguarda il campo acquatico, i mosasauri (Mosasauridae) gruppo di rettili, superpredatori marini, vissuti nel periodo Cretaceo, potevano raggiungere i 15 metri di lunghezza come per Mosasaurus e Hainosaurus.
  - Nei serpenti sono due esemplari a contendersi i record, l'anaconda verde (Eunectes murinus) ed il Pitone reticolato (Python reticulatus). All'anaconda spetta il primato del peso totale, con il massimo registrato pari a 97,5 kg per una lunghezza di 5,21 metri[11], mentre al pitone va il record per la maggiore lunghezza pari a 8,70 metri[12] per un peso di "soli" 60 kg.[13] La specie più grande di serpenti visse nel Paleocene, il titanoboa (Titanoboa cerrejonensis) scoperto nel 2009 che era lungo 15 metri e pesava più di una tonnellata.
- Testudines, ordine di rettili che comprende animali comunemente noti come tartarughe e testuggini:
  - Tra le tartarughe marine (Chelonioidea) la più grande è la tartaruga liuto (Dermochelys coriacea) con un peso che raggiunge i 900 kg;
  - Mentre per gli esemplari terrestri vi sono la tartaruga delle Galapagos (Geochelone nigra) con i suoi 300 kg e la tartaruga gigante di Aldabra (Geochelone gigantea) dal peso di circa 250 kg.
  - Tra le tartarughe estinte, si ricordano la marina Archelon, lunga 4 metri, e la terrestre Colossochelys. Altre tartarughe estinte di grandi dimensioni furono la primitiva Meiolania e Stupendemys.

#### Dinosauria
Saurischia 
Saurischia, ordine dei saurischi, sono uno dei due grandi ordini di dinosauri, attualmente estinti, vissuti durante tutto il Mesozoico (Triassico-Giurassico-Cretaceo), che si dividono in Sauropodomorpha e Theropoda:
- - Tra i sauropodomorpha la specie più lunga e pesante sembra essere il Patagotitan, un immenso titanosauro, con una lunghezza che poteva arrivare fino ai 37 metri (121 piedi), ed un peso di 69 tonnellate (76 tonnellate corte); altri sauropodi enormi furono gli altrettanto enormi titanosauri Puertasaurus, Argentinosaurus, Dreadnoughtus e il misterioso diplodocide Amphicoelias fragillimus, noto solo per una vertebra dorsale (andata perduta) che fa supporre l'esistenza di un animale lungo almeno 50 metri;
  - Tra i teropdi carnivori la specie più lunga e pesante fu lo Spinosaurus aegyptiacus, con una lunghezza tra i 12-15 metri (39,3-49,2 piedi), ed un peso di circa 6 tonnellate; altri teropodi giganteschi furono il famoso Tyrannosaurus, Giganotosaurus, Carcharodontosaurus e Deinocheirus.

 Ornithischia 
Ornithischia, ordine degli ornithischi, sono uno dei due grandi ordini di dinosauri, attualmente estinti, vissuti durante tutto il Mesozoico (Triassico-Giurassico-Cretaceo), che si dividono principalmente in Neornithischia e Thyreophora:
- - Tra i neornithischi la specie più lunga e pesante è lo Shantungosaurus, un grande hadrosauride, con una lunghezza complessiva di 14,7 metri (48 piedi), ed un peso di 16 tonnellate (18 tonnellate corte); il titolo di più grande cerapoda conosciuto va invece all'Eotriceratops, un ceratopside di 9 metri (30 piedi), e pesante 10 tonnellate;
  - Tra i thyreophora la specie più lunga e pesante è lo Stegosaurus ungulatus, un grande stegosauride, con una lunghezza complessiva di 9 metri (30 piedi), ed un peso di 7 tonnellate (7,7 tonnellate corte), seguito dall'Ankylosaurus, un ankylosauride di 9 metri (30 piedi), e pesante 6 tonnellate (6,6 tonnellate corte);

### Actinopterygii

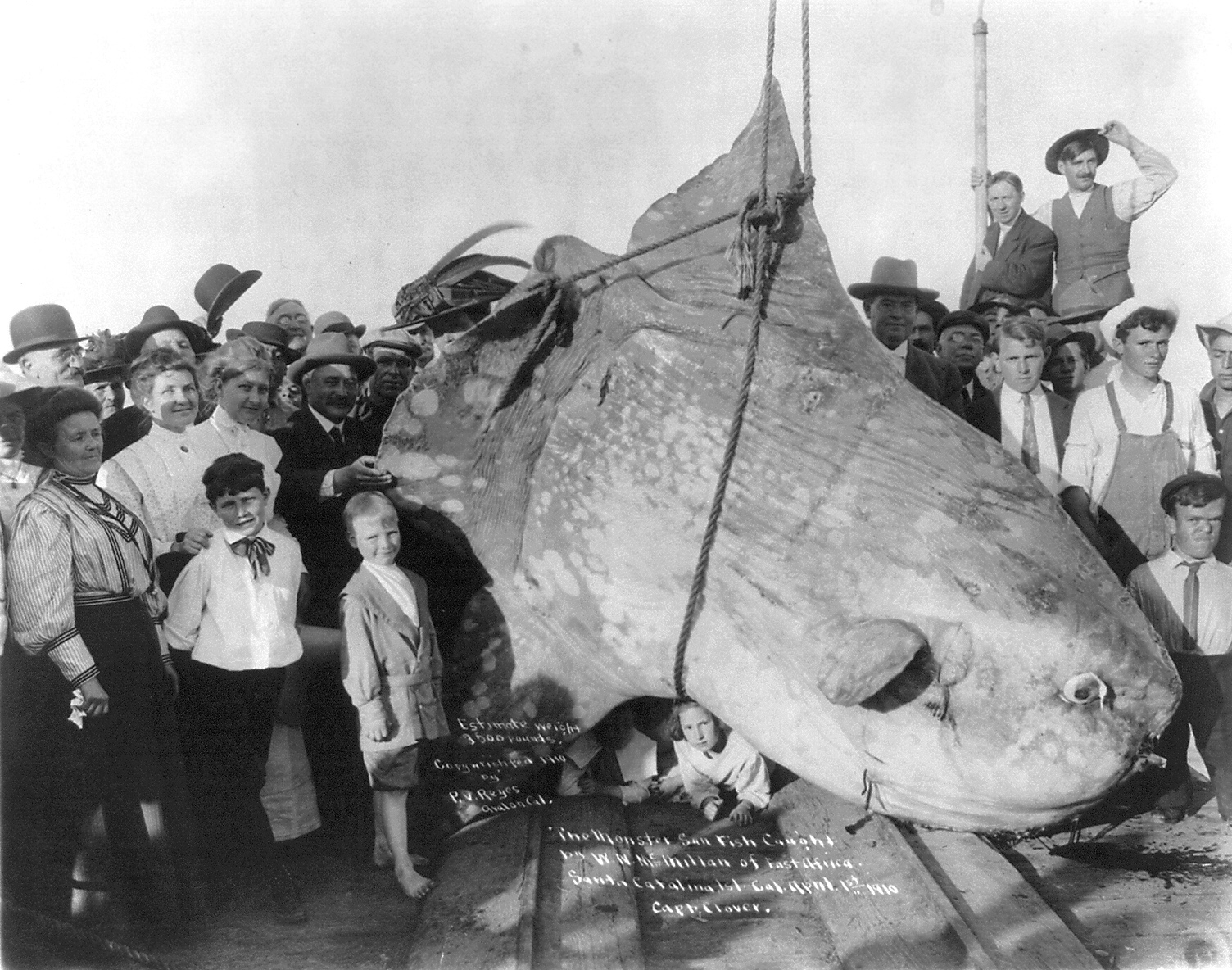
Pesce luna catturato nel 1910 dal peso stimato di 1.600 kg

Gli Attinopterigi, sono una classe di vertebrati, comprendente la maggior parte dei pesci ossei viventi. Il loro nome deriva dal greco aktis = raggio + pterygion, diminutivo di pteryx = ala, e fa riferimento alla loro principale caratteristica comune che è di possedere pinne sostenute da raggi.
- Tetraodontiformes, ordine di pesci ossei, che comprendono circa 360 specie prevalentemente d'acqua salata:
  - Il pesce osseo più grande in assoluto è il pesce luna (Mola mola), caratterizzato da una forma allungata, ovaloide, molto compressa ai fianchi, con un peso medio di 1.000 kg.
- Acipenseriformes, ordine di pesci ossei primitivi, che comprendono 26 specie, suddivise in 4 famiglie, di cui due ormai estinte:
  - Lo storione beluga (Huso huso) è sicuramente lo storione più lungo e pesante, mediamente può arrivare a misurare 6 metri con un peso superiore alla tonnellata, anche se il record, testimoniato nel 1827, è di un esemplare femmina del fiume Volga, con un peso di 1.476 kg per 7,2 metri di lunghezza.[14]
- Siluriformes, più comunemente chiamato ordine dei pesce gatto, che comprende i pesci ossei per gran parte d'acqua dolce.
  - La stazza maggiore è del pesce gatto gigante del Mekong (Pangasianodon gigas), appartenente alla famiglia dei Pangasiidae, ed originario del fiume indocinese Mekong, può infatti raggiungere una massa di 150–200 kg in soli sei anni. Il più grande mai catturato, registrato in Thailandia nel 1981, era una femmina che misurava 2,7 m di lunghezza ed un peso di 293 kg.[15]
- Il più grande pesce osseo mai esistito fu Leedsichthys, vissuto nel Giurassico, lungo oltre 12 metri.

### Chondrichthyes
I Condritti o Condroitti, o anche pesci cartilaginei, sono una classe di pesci che si distingue a prima vista dai pesci ossei per la scarsa simmetria su un piano orizzontale, in particolare la bocca si trova più in basso, e la pinna è asimmetrica.
- Lamniformes, ordine dove troviamo gli squali.
  - Le maggiori dimensioni le troviamo nell'estinto Carcharocles megalodon, un enorme predatore di 17 metri e 45 tonnellate, che forse si cibava anche di balene grazie ai 2 metri di apertura della mascella.

### Cephalopoda
I cefalopodi sono molluschi esclusivamente marini, tra i più evoluti, con conchiglia ridotta internamente o del tutto assente, prettamente nectonici.
- Teuthida, ordine a cui appartengono i calamari.
  - Tra i cefalopodi viventi i più grandi sono il calamaro colossale (Mesonychoteuthis hamiltoni), che raggiunge i 14 metri, e il calamaro gigante (Architeuthis dux) con 13 metri e centinaia di chili di peso.